# Višňové (district de Nové Mesto nad Váhom)
Pour les articles homonymes, voir Višňové.
Višňové (allemand : Wischenau, hongrois : Alsóvisnyó) est un village de Slovaquie situé dans la région de Trenčín.
Le château de Čachtice se situe non loin, sur les collines entre les villages de Višňové et de Čachtice.

## Histoire
La première mention écrite du village date de 1392.

## Démographie

### Évolution de la population
| Année:               | 1994. | 2004. | 2014.    | 2024.   |
| -------------------- | ----- | ----- | -------- | ------- |
| Nombre de personnes: | 200   | 196   | 171      | 161     |
| Différence:          |       | -2 %  | -12,75 % | -5,84 % |

| Année:               | 2023. | 2024.   |
| -------------------- | ----- | ------- |
| Nombre de personnes: | 162   | 161     |
| Différence:          |       | -0,61 % |